# Yayladağı
Yayladağı est une ville et un district de la province de Hatay dans la région méditerranéenne en Turquie.